# Myriophyllum robustum
Myriophyllum robustum är en slingeväxtart som beskrevs av Joseph Dalton Hooker. Myriophyllum robustum ingår i släktet slingor, och familjen slingeväxter. Inga underarter finns listade i Catalogue of Life.